# (474012) 2016 FB54
(474012) 2016 FB54 es un asteroide perteneciente al cinturón de asteroides, descubierto el 7 de septiembre de 2004 por el equipo del Spacewatch desde el Observatorio Nacional de Kitt Peak, Arizona, Estados Unidos.

## Designación y nombre
Designado provisionalmente como 2016 FB54.

## Características orbitales
2016 FB54 está situado a una distancia media del Sol de 2,694 ua, pudiendo alejarse hasta 2,948 ua y acercarse hasta 2,440 ua. Su excentricidad es 0,094 y la inclinación orbital 13,84 grados. Emplea 1615 días en completar una órbita alrededor del Sol.

## Características físicas
La magnitud absoluta de 2016 FB54 es 16,712.